# Vesela (Bugojno)
Pour les articles homonymes, voir Vesela.
Vesela (en cyrillique : Весела) est un village de Bosnie-Herzégovine. Il est situé dans la municipalité de Bugojno, dans le canton de Bosnie centrale et dans la fédération de Bosnie-et-Herzégovine. Selon les premiers résultats du recensement bosnien de 2013, il compte 1 300 habitants.

## Démographie

### Évolution historique de la population
| 1948 | 1953 | 1961  | 1971  | 1981  | 1991  | 2013  |
| ---- | ---- | ----- | ----- | ----- | ----- | ----- |
| -    | -    | 1 093 | 1 381 | 1 453 | 1 587 | 1 300 |

|  |

### Communauté locale
En 1991, la communauté locale de Vesela comptait 2 800 habitants, répartis de la manière suivante :